# Левенстад, Малин
Эва Малин София Левенстад (швед. Eva Malin Sofia Levenstad; род. 13 сентября 1988, Веллинге, Мальмёхус) — шведская футболистка, защитник, и тренер. В настоящее время помощник главного тренера шведского клуба «Линчёпинг». Ранее она выступала за АИК на правах аренды. В 2017 году она занимал пост главного тренера «Русенгорд», став самым молодым тренером на этой должности в Дамаллсвенскане.

## Клубная карьера
В ноябре 2013 года действующий чемпион Швеции «ЛдБ Мальмё» отправил Левенстад на правах аренды в АИК сроком на первую половину сезона 2014 года.
Левенстад оставила футбол в 2014 году, но в ноябре 2016 года была назначена помощником главного тренера «Русенгорда» (раннее известного как «ЛдБ Мальмё»). Раннее в этом клубе Левенстад была капитаном команды и выиграла с ней три титула чемпиона Швеции. В сентябре 2017 года, с прекращением контракта главного тренера «Русенгорда» Джека Майгаарда Йенсена, было объявлено, что Левенстад продолжит исполнять обязанности главного тренера «Русенгорда» до конца сезона 2017 года.
В феврале 2019 года Малин Левенстад прервала свою тренерскую деятельность, чтобы возобновить свою карьеру футболистки.

## Карьера в сборной
Малин Левенстад дебютировала за сборную Швеции в феврале 2008 года, которая одержала победу со счётом 2:0 над Норвегией. Левенстад была включена в состав сборной Швеции на летние Олимпийские игры 2012 года, проходившие в Лондоне.

## Личная жизнь
После её приостановке футбольной карьеры стало известно о том, что Левенстад живёт во Франции вместе со своей партнёршей и бывшей одноклубницей Каролин Сегер.